# Gheorghe Falcă
Gheorghe Falcă, né le 22 janvier 1967 à Brad, est un homme politique roumain, membre du Parti national libéral (PNL). Il est député européen depuis 2019.